# 38a Brigada Mixta (Exèrcit Popular de la República)
La 38a Brigada Mixta va ser una unitat de l'Exèrcit Popular de la República que va participar en la Guerra Civil Espanyola. Al llarg de la contesa va arribar a operar en els fronts del Centre, Aragó, Segre i Catalunya.
La unitat, creada el 31 de desembre de 1936, va ser formada sobre la base de les forces de la columna «Perea» i va rebre inicialment la denominació de brigada mixta «Z». La seva prefectura va recaure en el capità de cavalleria Joaquín Zulueta Isasi. La unitat guarnia el sector de Pozuelo quan el 4 de gener de 1937 va haver de fer front a una ofensiva franquista, havent de retirar-se cap a la zona de la Casa de Campo (hagué de defensar el Puente de los Franceses); en el transcurs de la lluita el cap de la brigada, Zulueta, va resultar ferit i va haver de ser reemplaçat pel comandant d'infanteria Antolín Serrano García (substituït a la fi de mes pel major Mariano Tomás Lozano). La 38a BM va ser adjudicada a la 5a Divisió, no arribaria a prendre part en operacions militars de rellevància. Al juny va passar a formar part de la 17a Divisió.
Al març de 1938, després del començament de l'ofensiva franquista en el front d'Aragó, la brigada va ser enviada des del front del Centre fins a Casp, població a la qual va arribar l'11 de març; una vegada allí integrada en la 45a Divisió. No obstant això, de la subsegüent lluita contra les forces franquistes només van aconseguir sortir relativament intactes dos batallons. Les restes de la 38a BM van aconseguir passar al nord del riu Ebre, on estarien agregats breument a l'Agrupació Autònoma de l'Ebre. Amb posterioritat la unitat serà agregada a la 72a Divisió, quedant destacada en el front del Segre. Al començament de l'ofensiva de Catalunya, a la fi d'any, la 38a BM — igual que la resta de la divisió — va quedar greument infringida per l'atac enemic, veient-se obligada a retirar-se. Les seves restes travessarien la frontera francesa pel Coll d'Ares.

## Comandaments
Comandants
- Capità de cavalleria Joaquín Zulueta Isasi;[10]
- Comandant d'infanteria Antolín Serrano García;
- Major de milícies Mariano Tomás Lozano;
- Major de milícies José Pellisó Martín;[11]
- Major de milícies Francisco Mari Morante;

Caps d'Estat Major
- major de milícies Isidoro Mari Morante;